# Huy nördlich Halberstadt
Der Huy nördlich Halberstadt ist ein FFH- und EU-Vogelschutzgebiet in der Gemeinde Huy und den Städten Halberstadt, Osterwieck und Schwanebeck im Landkreis Harz in Sachsen-Anhalt.

## Allgemeines
Die beiden Natura-2000-Gebiete sind deckungsgleich und circa 2021 Hektar groß (beim Bundesamt für Naturschutz sind sie als einheitliches Natura-2000-Gebiet mit einer Fläche von 2005 Hektar geführt). Sie sind durch die Landesverordnung zur Unterschutzstellung der Natura 2000-Gebiete im Land Sachsen-Anhalt (N2000-LVO LSA) seit dem 21. Dezember 2018 rechtlich gesichert. Ein Teil der Natura-2000-Gebiete bildet das Naturschutzgebiet „Herrenberg und Vorberg im Huy“. Ansonsten überlagern sie sich mit dem Landschaftsschutzgebiet „Huy“, das die Natura-2000-Gebiete fast vollständig umgibt. Die Flächennaturdenkmale „Schäferplätzchen“, „Fläche östlich des Schäferplätzchens“, „Langer Berg“, „Kiefhai“, „Steppenrasen“, „Eichen-Lindenwald“ und „Sonnenburg“ liegen innerhalb der Natura-2000-Gebiete. Zuständige untere Naturschutzbehörde ist der Landkreis Harz.

## Beschreibung
Die aus zwei Teilflächen bestehenden Natura-2000-Gebiete liegen nördlich und nordwestlich von Halberstadt. Sie umfassen den größten Teil des bewaldeten Höhenzugs Huy sowie den direkt an die Ortslage von Sargstedt grenzenden Bereiche von Taubenberg und Langem Berg. Auf dem Huy stocken großflächig reich strukturierte Laub- und Laubmischwälder. Die Wälder verfügen über einen hohen Alt- und Totholzanteil. In die Wälder sind stellenweise als Kalkmagerrasen bzw. artenreiche Feuchtwiesen ausgebildete Grünländer eingebettet. Die Wälder werden stellenweise durch auf dem Huy entspringende Bäche durchflossen. Die Quellen sind im Kalkgestein als Karst- und Schichtquellen ausgebildet. Kleinflächig sind Stillgewässer zu finden.
Die Wälder sind als Buchenwälder, Eichen-Hainbuchen- und Eichenwälder ausgebildet. Dominierend sind Waldmeister-Buchenwälder, die mehr als 70 % der Waldfläche einnehmen. Zur Rotbuche als dominierende Baumart gesellen sich insbesondere am Südhang des Huys Traubeneiche, Hainbuche und Bergahorn. Im Osten des Huys ist auch die Winterlinde vertreten. Die Eichenwälder werden von der Stieleiche dominiert. Auf feuchten Standorten in der Huy-Senke und auf flachgründigen Kalk-Schotterböden stockt die Gemeine Esche. Nur kleinflächig ist Orchideen-Buchenwald mit Feldahorn und Elsbeere ausgebildet. Kalkmagerrasen sind in erster Linie im Osthuy zu finden. Zur Offenhaltung der Lebensräume werden diese regelmäßig entkusselt sowie zur Pflege mit Schafen und Ziegen beweidet.
Die Natura-2000-Gebiete sind Lebensraum unter anderem für die Vogelarten Schwarz- und Rotmilan, Wespenbussard, Schwarz-, Grau-, Mittel-, Bunt- und Kleinspecht, Wendehals, Neuntöter, Sperbergrasmücke, Wiesenpieper und Grauammer. Eine Besonderheit ist das Vorkommen des Karmingimpels. Weiterhin sind Wildkatze, Haselmaus, Zauneidechse und Kammmolch heimisch. In den Wäldern wurden Vorkommen der Fledermausarten Große und Kleine Bartfledermaus, Mopsfledermaus, Zwergfledermaus, Fransenfledermaus, Kleiner Abendsegler, Braunes Langohr, Wasserfledermaus, Rauhautfledermaus und Großer Abendsegler nachgewiesen. Schnecken sind unter anderem durch Gemeine Heideschnecke, Rotmündige Heideschnecke, Zylinderwindelschnecke, Zweizähnige Schließmundschnecke und Große Laubschnecke vertreten.
Die Magerrasen beherbergen zahlreiche Schmetterlinge und Heuschrecken, darunter Rote Keulenschrecke, Zweipunkt-Dornschrecke, Zwerggrashüpfer und Gemeine Plumpschrecke. Zwerggrashüpfer und Plumpschrecke sind hier mit einem isolierten Vorkommen vertreten. Sie sind anderorts nicht so weit nördlich verbreitet. Bei einer Kartierung der Schmetterlingsfauna wurden 245 Arten nachgewiesen, darunter Fuchs-Kreuzkraut-Blütenspanner, Schwalbenwurz-Höckereule und Brauner Breitflügelspanner, die hier ihre nördliche Verbreitungsgrenze erreichen.
Wälder und Grünländer beherbergen je nach Lebensraumtyp unter anderem Buschwindröschen, Leberblümchen, Waldmeister, Ährige Teufelskralle, Nacktstängelschwertlilie, Schwalbenwurz, Gewöhnliche Straußmargerite, Maiglöckchen, Vielblütige Weißwurz, Gelbes Windröschen, Schwarze Platterbse, Gefleckter Aronstab, Echte Schlüsselblume, Knolligen Hahnenfuß, Aufrechte Trespe, Fransenenzian, Skabiosenflockenblume, Kartäusernelke, Weißliche Hainsimse, Bergsegge und Perlgrasarten. Im Gebiet siedeln auch die Orchideenarten Bienenragwurz, Dreizähniges Knabenkraut, Fliegenragwurz, Grünliche Waldhyazinthe, Mückenhändelwurz, Purpurknabenkraut, Braunrote Stendelwurz, Stattliches Knabenkraut und Vogelnestwurz.
Das Gebiet ist überwiegend von landwirtschaftlichen Nutzflächen umgeben. Im Osten und Westen quert jeweils eine Landesstraße das Gebiet. Durch die Wälder verlaufen zahlreiche Forstwege und ein gut ausgebautes Wanderwegenetz. Über dieses sind touristisch interessante Orte wie Gletschertöpfe und Daneilshöhle, Sargstedter Warte und Paulskopfwarte sowie das Kloster Huysburg zu erreichen.